# Sympycnus gauri
Sympycnus gauri är en tvåvingeart som beskrevs av Jennifer L. Hollis 1964. Sympycnus gauri ingår i släktet Sympycnus och familjen styltflugor.
Artens utbredningsområde är Nepal. Inga underarter finns listade i Catalogue of Life.